# Поучения Птаххотепа
Поучения Птаххотепа — древнеегипетское литературное произведение жанра «поучения» (sbȝjt), является единственным сохранившимся в полном виде дидактическим произведением времени Древнего царства.

### Рукописи
Египтологи спорят о времени создания «Поучения Птаххотепа»: язык и грамматика Среднего царства, но сюжет исполнен в стилистике Древнего царства (ранее VII династии, ок. 2375 года до н. э.). Брагинский И. С. считает, что произведение относится к эпохе Древнего царства, дошедшее до нас в копиях Среднего царства.
Поучение сохранилось на трёх папирусах, трёх остраконах и деревянной дощечке. На «папирусе Присса», записанном при XII династии Среднего царства (около 1991—1783 до н. э.), представлена полная версия, которая соседствует с «Поучения Кагемни» (две последние страницы). Рукопись относится к XI—XII династиям, когда иератическое письмо переходило из вертикального к горизонтальному написанию. В период Нового царства многократно переписывался, особенно в процессе обучения учениками.
«Папирус Присса» найден французским востоковедом Эмилем Приссом в Фивах в 1857 году и с тех пор хранится в Национальной библиотеке Франции в Париже.

### Автор
Автором поучения называют чати Птаххотепа, служившего фараону из V династии Джедкара Исеси (2414—2375 до н. э.). Исторических свидетельств о служивших при дворе фараона визирях по имени Птаххотеп нет. Известны гробницы вельмож Древнего царства по имени Птаххотеп, но ни один из них визирем не был. Этот факт, однако, не ставит под сомнение достоверность слов автора «Поучения»: его гробница могла не сохраниться или она ещё не найдена.

## Описание
Иератический текст заключён в 19 колонок с 11—14 строками. Некоторые из 36 поучений разной длины дополнены вступительной строкой или двумя, записанными красными чернилами. Текст одного из списков маркирован красными точками, что вкупе со смысловой законченностью наставлений может указывать на поэтическую форму «Поучения». Большинство поучений начинаются словами: «Если ты…», а заканчиваются длинным заключением и анонимным колофоном.
Во вступительной части мудрец Птаххотеп говорит о своих преклонных летах, хочет удалиться на покой и просит назначить своим преемником сына, которого также зовут Птаххотепом. Он обещает научить сына верно служить фараону и народному благу.

## Выдержки
- Если ты поднялся из низов или разбогател после бедности — не неси себя высоко и не насильничай[10].

### В переводеМ. А. Коростовцева[8]
- Гни спину перед начальниками [своими]… и будет процветать дом твой. […] Когда не сгибается рука для приветствия, плохо это для противопоставляющего себя [таким образом] начальнику.
- Если ты находишься в передней [приёмной залы царя], всегда веди себя соответственно твоему рангу, в который ты был возведён в первый день… Лишь царь выдвигает вперёд, но не возвысят тех, которым [другая] рука помогает.
- Говори, когда ты осознал, что понимаешь [суть дела]. Говорящий в совете — это умелец. Труднее [умная] речь работы всякой.
- Не будь высокомерен из-за знания своего и не [слишком] полагайся на себя из-за того, что ты знающий. Советуйся с незнающим, как и со знающим, — [ведь] нет предела умению и нет умельца, [вполне] овладевшего искусством своим. Сокрыто речение прекрасное более, чем зелёный драгоценный камень, но находят его у рабынь при жерновах.
- Если ты начальник, будь спокоен, когда слушаешь ты слова просителя; не отталкивай его прежде, чем он облегчит душу [досл.: себя] от того, что он думал сказать тебе. Человек, поражённый несчастьем, хочет излить свою душу [даже] больше, чем [добиться] благоприятного решения своего вопроса [досл.: чем выполнения того, из-за чего он пришёл]
- Не клевещи ни на кого, ни на большого, ни на малого; мерзость для КА это.
- Не пересказывай [досл.: рассказывай] клевету — да не услышишь ты её [даже]. …Рассказывай виденное, не слышанное.
- Если ты начальник, отдающий распоряжения многим людям, стремись ко всякому добру, чтобы в распоряжениях твоих не было зла. Велика справедливость и устойчиво [всё] отличное. Неизменна она [справедливость] со времён [бога] Осириса, и карают нарушающего законы.

### ПереводыАнны Ахматовойи Веры Потаповой
| 1 | 2 | 3 |
| --- | --- | --- |
| Учёностью зря не кичись! Не считай, что один ты всеведущ! Не только у мудрых — И неискушённых совета ищи. Искусство не знает предела. Разве может художник достигнуть вершин мастерства? Как изумруд, скрыто под спудом разумное слово. Находишь его между тем у рабыни, что мелет зерно. | Если дружбой дорожишь Ты в дому, куда вступаешь Как почтенный гость иль брат,— Обходи с опаской женщин! Не к добру сближенье с ними, Раскусить их мудрено. Тьмы людей пренебрегли Ради них своею пользой. Женских тел фаянс прохладный ослепляет, обольщает, Чтобы тотчас превратиться в пламенеющий сардоникс. Обладанье ими — краткий сон. Постиженье их — подобно смерти! | Если ты склонен к добру, заведи себе дом. Как подобает, его госпожу возлюби. Чрево её насыщай, одевай её тело, Кожу её умащай благовонным бальзамом, Сердце её услаждай, поколе ты жив! Она — превосходная пашня для своего господина. |

## Влияние
«Литература Древнего царства не только отразила мировоззренческие и эстетические идеалы своего времени, но именно в ней возникли и утвердились традиции, которые определили лицо литературы последующей, и древние авторы вполне закономерно рассматривались своими преемниками как создатели недосягаемых образцов мудрости и совершенных литературных творений».
Египетская афористическая традиция могла оказать прямое или косвенное влияние на создание и развитие подобной древнееврейской традиции (например, Притчей Соломоновых и Екклесиаста), сохраняя, безусловно, особенности мировоззрения.